# Phauloppia vallei
Phauloppia vallei är en kvalsterart som beskrevs av Bernini 1973. Phauloppia vallei ingår i släktet Phauloppia och familjen Oribatulidae. Inga underarter finns listade i Catalogue of Life.